# Synoden i Sutri

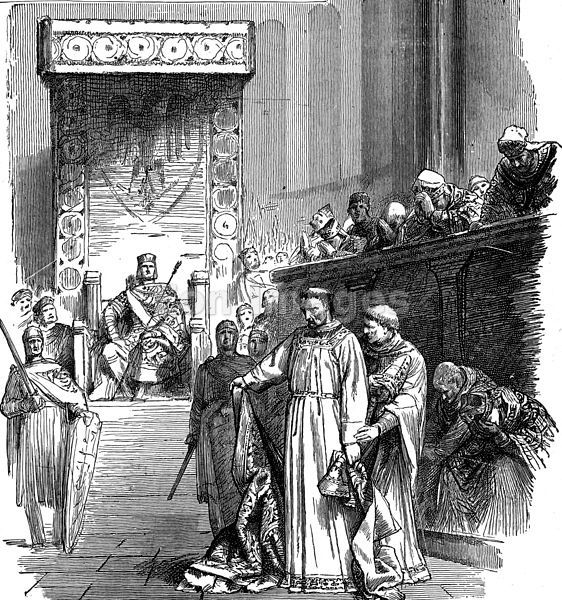
Henrik III vid synoden i Sutri.

Synoden i Sutri var ett kyrkomöte i december 1046 i den lilla staden Sutri, norr om Rom, som utgjorde slutet på två års turer och schackrande om påvevärdigheten.
Under inflytande av den tysk-romerske kejsaren Henrik III valde synoden den 20 december 1046 att avsätta båda de återstående pretendenterna, Benedictus IX och Gregorius VI. Den tredje, Sylvester III, hade avlidit under synodens gång. Detta trots att han faktiskt inte dog förrän 1063.
Historien började i januari 1045, då en grupp missnöjda romare fördrev Benedictus från Rom och istället valde Sylvester. Benedictus återkom dock i mars samma år och förvisade Sylvester och hans anhängare. Redan i maj valde emellertid Benedictus att sälja påvestolen till domprosten Giovanni Graziano som antog namnet Gregorius VI. Sylvester avsade sig då alla anspråk, erkände Gregorius och återvände till sitt biskopsstift.
Benedictus ångrade sig dock snart och försökte att avsätta Gregorius. Samtidigt återkrävde Sylvester påvevärdigheten, då han inte kunde acceptera att den olämplige Benedictus skulle återkomma. Kejsar Henrik III intervenerade och fick Gregorius att sammankalla en synod. Synoden valde alltså det radikala greppet att avsätta både Benedictus och Gregorius, medan Sylvester alltså hunnit avlida.  
Istället valde man på julafton Bambergbiskopen Suidger till ny påve, vilken antog namnet Clemens II.